# 告白 (平井堅單曲)
《告白》（羅馬拼音：Kokuhaku／英文：Confession），日本男歌手平井堅的第35張單曲。2012年5月30日發行。

## 概要
- 平井堅距上張單曲《真愛歲月》暌違一年個人第35張單曲[2]。
- 收錄日劇《W的悲劇》主題歌及插曲。
- 繼「哀歌（ELEGY）」後再次以女性的觀點寫下歌詞。
- DVD收錄平井堅2011年訪問香港幕後花絮等全長約30分鐘。

## 收錄曲目

### CD

#### 初回限定盤
1. 告白
  - 作詞、作曲：平井堅 編曲：龜田誠治
  - 朝日電視劇《W的悲劇》主題歌
2. WOMAN"W的悲劇"
  - 作詞：松本隆／作曲：吳田輕穗／編曲：武部聰志
  - 朝日電視劇《W的悲劇》插曲
3. 告白 -less vocal-

#### FULL VOLUME盤
（僅於日本國內發行）
1. 告白
  - 作詞、作曲：平井堅 編曲：龜田誠治
2. WOMAN"W的悲劇"
  - 作詞：松本隆／作曲：吳田輕穗／編曲：武部聰志
3. 真愛歲月－the repose of souls－
  - 作詞：平井堅、松尾潔／作曲：平井堅／編曲：島健
4. 求求你Julie☆ HYADAIN Remix☆
  - 作詞、作曲：平井堅／Remix：HYADAIN
5. 告白 -less vocal-

### DVD
※ 初回生産盤限定
1. KEN HIRAI TV VOL.1
  - 2011年至香港宣傳幕後花絮，封面拍攝花絮等。

## 外部連結
- Sony Music的作品介紹
  - 初回生産限定盤（页面存档备份，存于）
  - 通常盤（页面存档备份，存于）